# 32911 Cervara
32911 Cervara este o planetă minoră (asteroid), cu un diametru de 1,911 km, din centura de asteroizi. A fost descoperită pe 4 noiembrie 1994 la osservatorio Colleverde di Guidonia⁠(d) de Vincenzo Silvano Casulli⁠(d). 
Obiectul prezintă o orbită caracterizată de o semiaxă mare de 2,240403 UAi, o excentricitate de 0,18, o înclinație de 6,39338 ° în raport cu ecliptica.